# Фауна Башкортостана

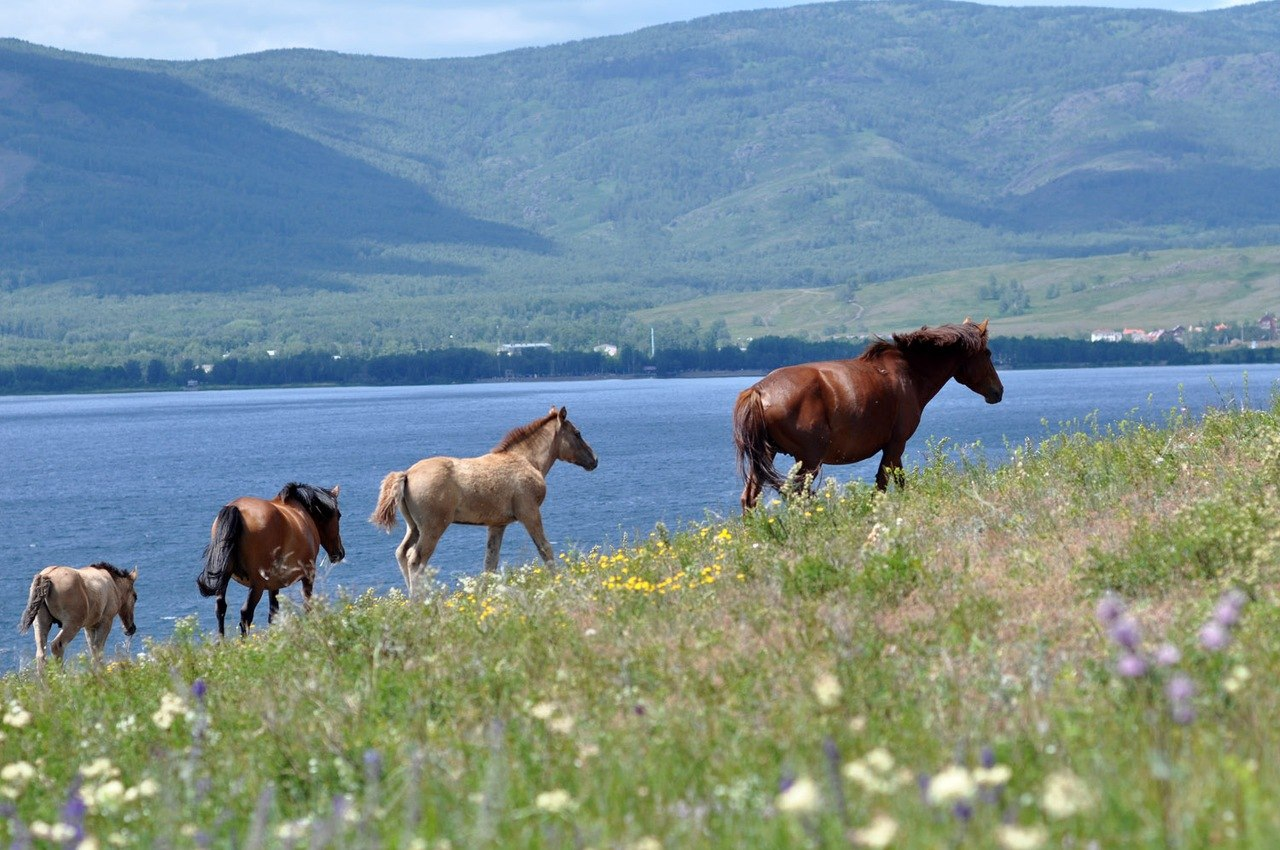
Башкирские лошади в Абзелиловском районе Республики Башкортостан

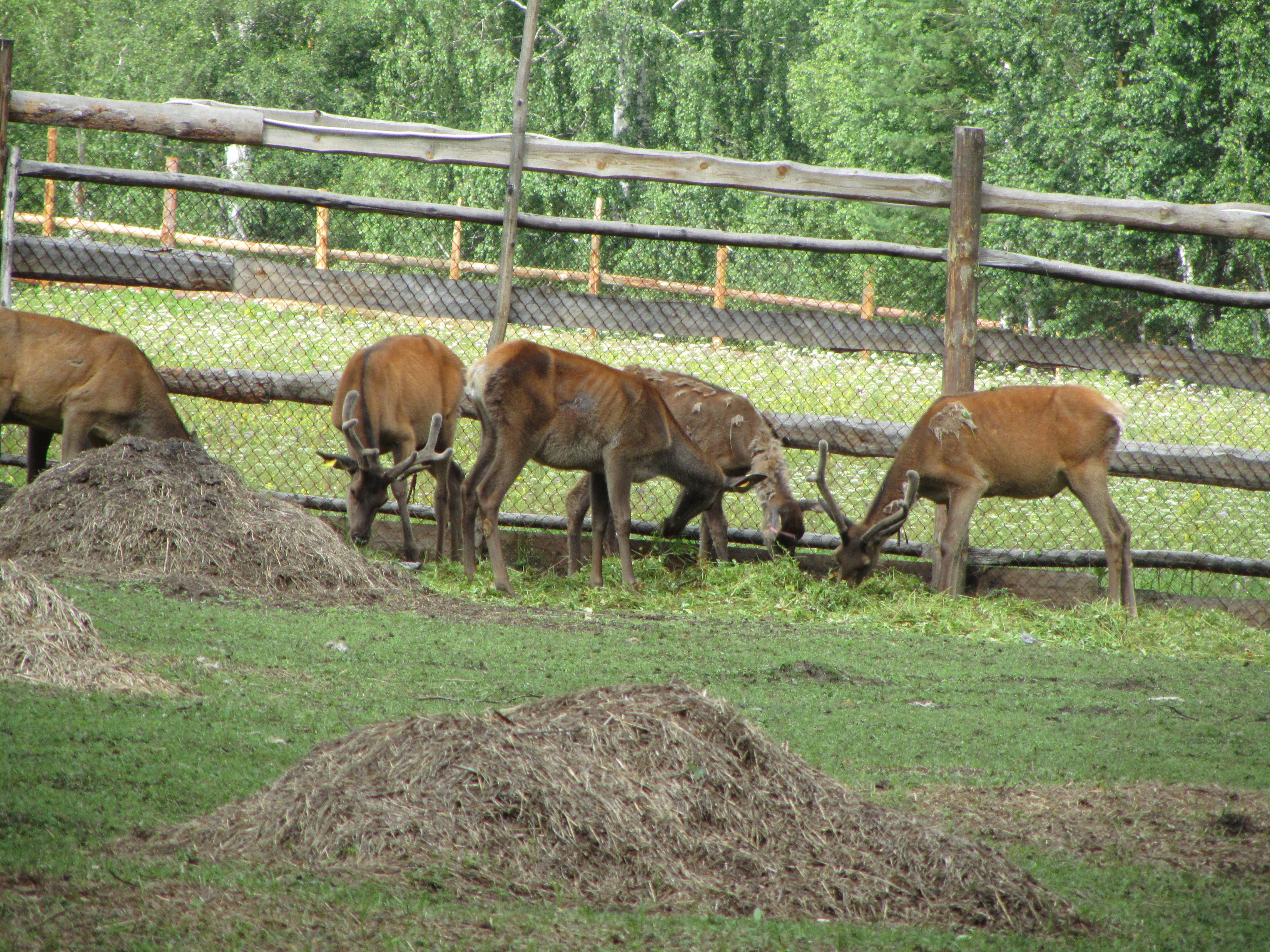
Маралы в Башкирском заповеднике

Фауна Башкортостана — совокупность видов диких животных, постоянно или временно населяющих территорию Республики Башкортостан.
Разнообразие ландшафтов и природных зон республики, географическое положение и исторически сложившиеся связи с европейской частью России и Сибирью определили богатство и разнообразие её животного мира. В Башкортостане обитают 120 видов одноклеточных, около 700 видов червей, 121 — моллюсков, около 5000 — членистоногих, 47 — рыб, 10 — земноводных, 10 — пресмыкающихся, около 300 птиц, 77 — млекопитающих.

## Млекопитающие
На территории Башкортостана обитают представители следующих отрядов млекопитающих:
- грызуны — 32 вида;
- зайцеобразные — 3 вида;
- насекомоядные — 10 видов;
- парнокопытные — 4 вида;
- рукокрылые — 12 видов;
- хищные — 16 видов[1].

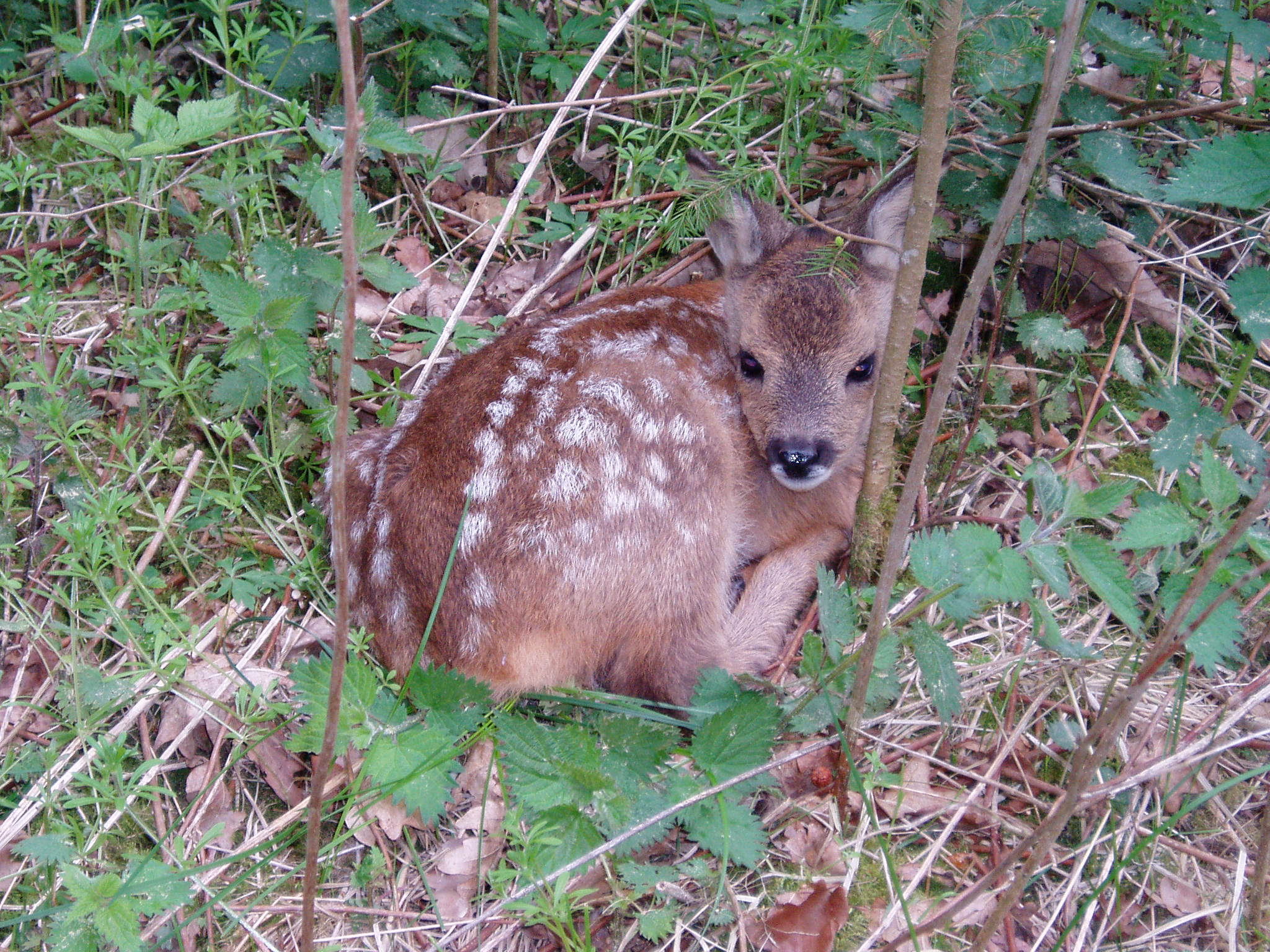
Детёныш косули

Леса Башкортостана населяют белка обыкновенная, белка-летяга, бурундук, соня садовая, косуля, лось, рысь, бурый медведь и другие.

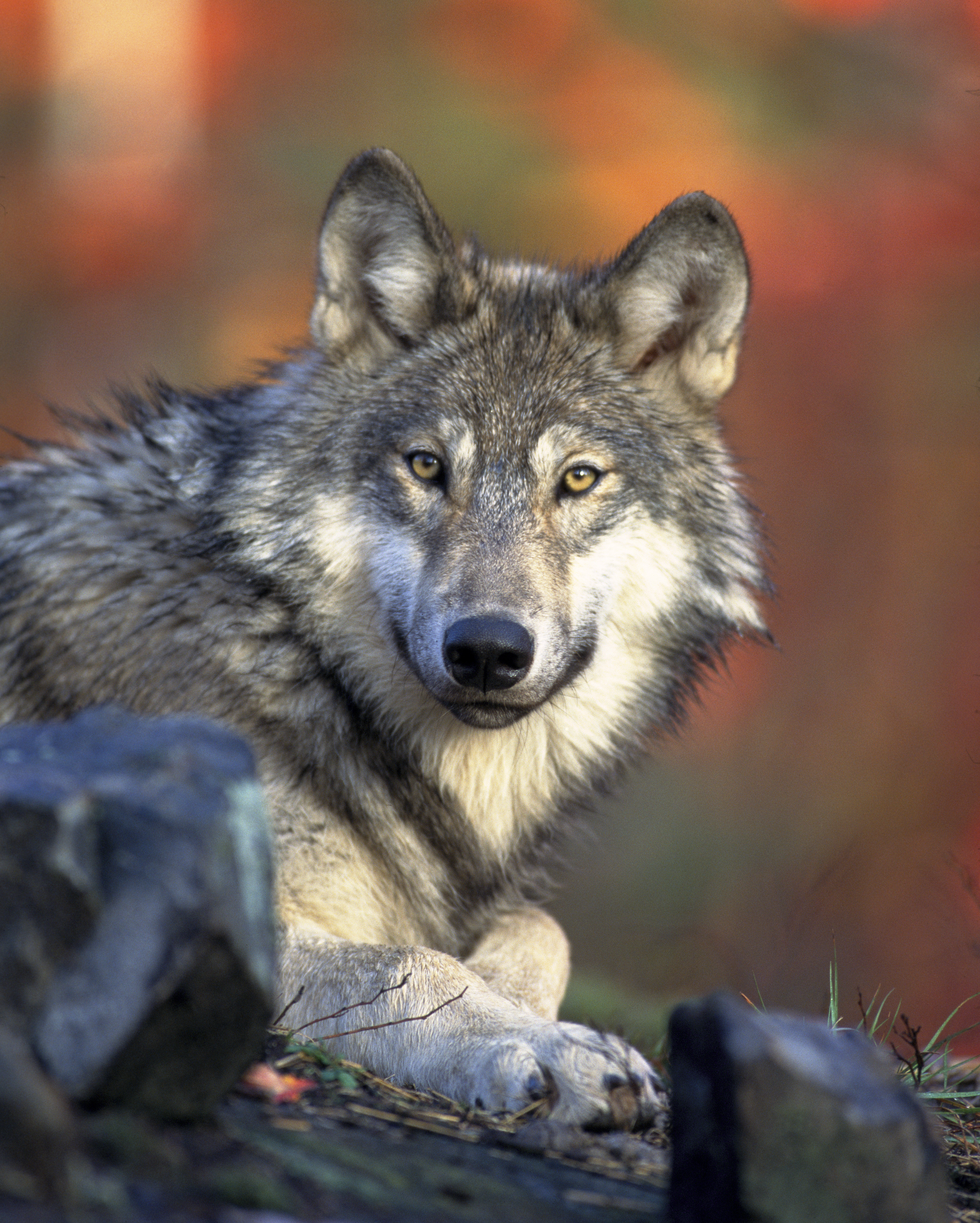
Волк

Возле рек и озёр республики обитают речной бобр, ондатра и водяная крыса из отряда грызунов, кутора и выхухоль — из насекомоядных, а также представители отряда хищных — выдра, европейская и американская норки и т. д.
В степях и лесостепях расположены ареалы волка, зайца-русака, степной пищухи, сурка-байбака, суслика, тушканчика, хомяка, степной пеструшки, полевой мыши, обыкновенной и пашенной полевки, корсака, светлого хорька и других.
В Красную книгу Башкортостана занесены 24 вида млекопитающих, в том числе марал, прудовая ночница, ночница Наттерера, водяная ночница, нетопырь Натузиуса, нетопырь-карлик, северный кожанок, поздний кожан, малая вечерница, ушастый ёж, выхухоль и другие редкие виды.

## Птицы
На территории Башкортостана было зарегистрировано более 300 видов птиц, из которых 215 относятся к числу постоянно или редко гнездящихся, а 43 — встречаются с той или иной регулярностью во время весенних и осенних перелётов, остальные указываются как залётные из других регионов. Птицы Башкортостана относятся к 18 отрядам:
- Аистообразные (в республике распространены 4 вида — чёрный аист, серая цапля, большая и малая выпь[3]);
- Воробьинообразные (серый сорокопут, грач, европейская белая лазоревка, снегирь, большая синица и другие);
- Гагарообразные (2 вида — краснозобая и чёрнозобая гагары[4]);
- Голубеобразные (6 видов — большая горлица, вяхирь, клинтух, кольчатая горлица, обыкновенная горлица, сизый голубь[5]);
- Гусеобразные (33 вида — гоголь обыкновенный, серый гусь, лебедь-кликун, лебедь-шипун, крохаль большой, кряква, красноносый нырок, огарь, обыкновенный турпан, белоглазая чернеть и другие[6]);

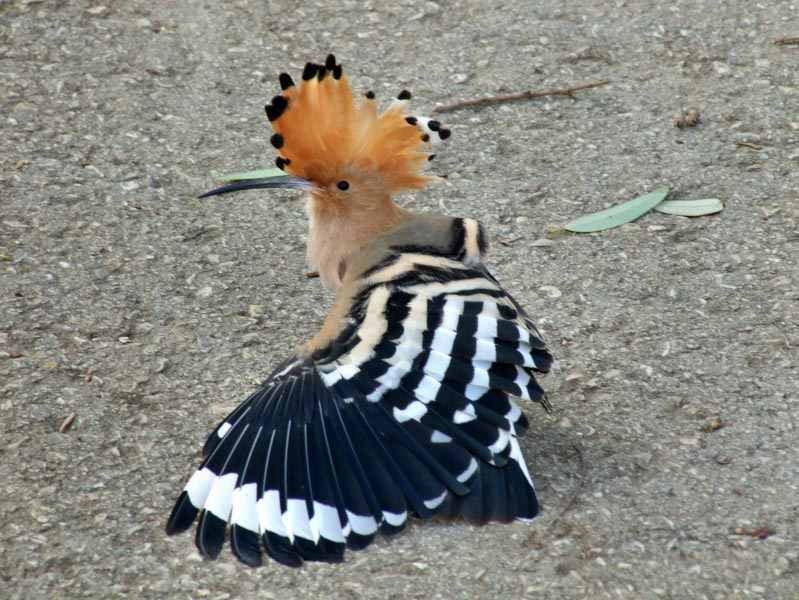
Удод

- Дятлообразные (7 видов — малый пёстрый дятел, большой пестрый дятел, вертишейка, дятел белоспинный, дятел седой, дятел трехпалый, желна);
- Дрофообразные (стрепет, дрофа);
- Журавлеобразные (7 видов — стерх, серый журавль, журавль-красавка, лысуха, камышница, коростель, погоныш);
- Кукушкообразные (2 вида — кукушка обыкновенная, кукушка глухая);
- Курообразные (6 видов — куропатка белая, куропатка серая, глухарь, рябчик, тетерев-косач, обыкновенный перепел);
- Пеликанообразные (2 вида — кудрявый пеликан и розовый пеликан[7]);
- Поганкообразные (4 вида — большая поганка, красношейная поганка, серощёкая поганка и черношейная поганка[8]);
- Ракшеобразные (3 вида — Обыкновенный зимородок,сизоворонка, золотистая щурка);
- Ржанкообразные (35 видов — большой кроншнеп, кречетка, кулик-сорока, малая крачка, степная тиркушка, шилоклювка и другие);
- Совообразные (12 видов — белая сова, болотная сова, бородатая неясыть, воробьиный сыч, сыч мохноногий, ушастая сова, филин и другие[9]);
- Соколообразные (30 видов — балобан, беркут, большой подорлик, змееяд, кречет,  курганник, могильник, орлан-белохвост, обыкновенный осоед, сапсан, скопа, степной орёл, степная пустельга, чеглок, чёрный коршун и другие[10]);
- Стрижеобразные (стриж черный);
- Удодообразные (удод[11]) и другим.

В лесах и кустарниках преимущественно обитают птицы семейства воробьиных, голуби, дятлы, куриные, кукушки и совы. Водные объекты Башкортостана населяют гагары, поганки, чайки, журавли, пастушки и гусеобразные. Высокая плотность птиц отмечена для ряда озёр республики, особенно во время перелётов. На лугах встречаются воробьиные (чекан, трясогузка), пастушки, а в степях — дрофы и стрепеты.
В Красные книги Башкортостана и России занесены 28 видов птиц (краснозобая казарка, лазоревка белая, степной лунь, сапсан и другие), только в Красную книгу РФ — 4 вида (чёрный гриф, орлан-долгохвост, сип белоголовый, тювик европейский), а только в Красную книгу республики занесён 21 вид (крохаль большой, белая и серая куропатки, луток, неясыть бородатая и другие).

## Земноводные
В Башкортостане обитают 10 видов земноводных. Леса и луга населяют остромордая и травяная лягушки, водные объекты республики и их берега — краснобрюхая жерлянка, озёрная и прудовая лягушки, на сельскохозяйственных полях и огородах встречаются чесночница, зелёная и серая жабы и другие виды амфибий.
Гребенчатый тритон, прудовая и травяная лягушки занесены в Красную книгу Республики Башкортостан.

## Пресмыкающиеся

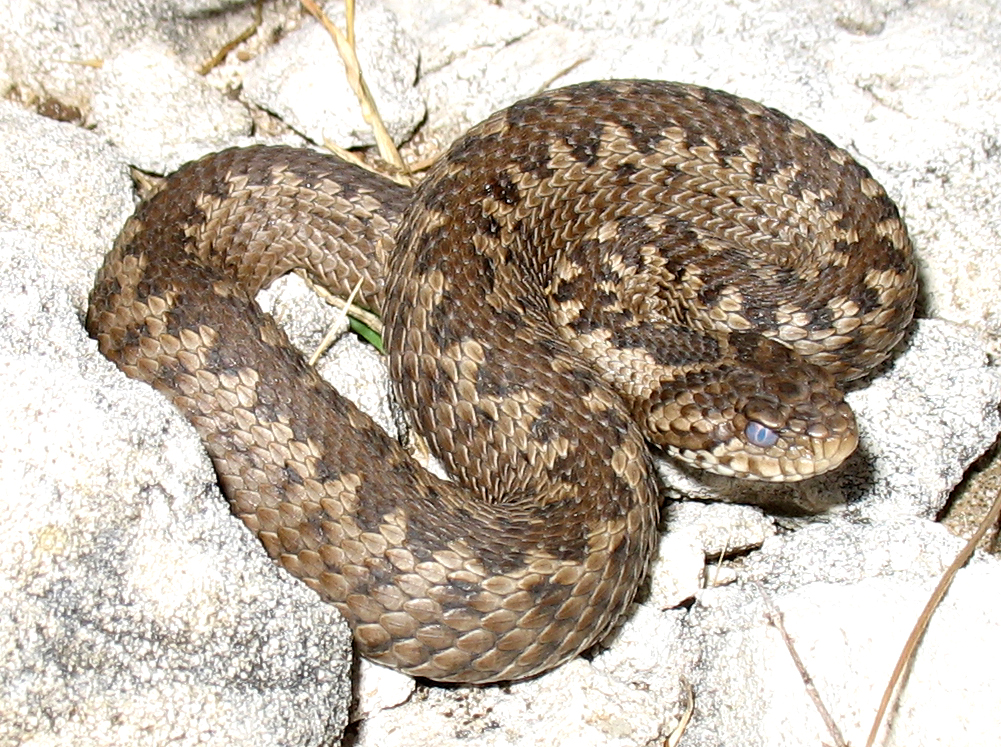
Степная гадюка

На территории республики обитают 10 видов рептилий. В том числе болотная черепаха, 3 разновидности ящериц — веретенница, живородящая и прыткая ящерицы, а также 6 видов змей — обыкновенная и степная гадюки, обыкновенная медянка, узорчатый полоз, водяной и обыкновенный ужи.
В отличие от обыкновенной гадюки и обыкновенного ужа, которые распространены повсеместно, степная гадюка и узорчатый полоз встречаются только в южных районах Башкортостана. Веретенница обитает в лесной и лесостепной зонах.
Европейская болотная черепаха населяет водоёмы южных районов республики: Баймакский, Куюргазинский, Кугарчинский, Мелеузовский, Зианчуринский, Зилаирский и Хайбуллинский. Болотная черепаха обитает в медленно текущих и стоячих водоёмах.
В Красную книгу Башкортостана занесены такие редкие виды, как безногая ящерица — веретенница, серый уж — обыкновенная медянка, водяной уж, узорчатый полоз, степная гадюка и болотная черепаха.

## Рыбы
В Башкортостане встречаются 47 видов рыб.

## Моллюски
В Башкортостане обитают более 120 видов водных (в том числе двустворчатых — 37 видов, брюхоногих — 84 вида) и 26 наземных моллюсков.
В республике имеет распространение голый слизень, роговая катушка, обыкновенный прудовик, беззубка, речная дрейссена и другие.

## Охрана животных
Охрана животных определяется законодательством Российской Федерации и Республики Башкортостан. В 1996 году был принят Закон Башкортостана «О животном мире», который регулирует отношения в области охраны животного мира.